# Pearl V Puri
Pearl V Puri là một nam diễn viên truyền hình và người mẫu người Ấn Độ. Anh được nhiều người biết đến với vai Abeer trong Phir Bhi Na Maane... Badtameez Dil, Mahir Sehgal/Mihir Sippi trong Naagin 3 và Raghbir trong Bepanah Pyaar.

## Tiểu sử
Pearl V Puri, sinh ngày 10 tháng 7 năm 1989 tại thành phố Chhindwara, bang Madhya Pradesh, Ấn Độ trong một gia đình theo đạo Hindu, là con trai của Vipin Puri và Pummy Puri. Anh có một người chị gái tên Reet Vohra hay còn gọi là Quety Puri. Puri sau đó bắt đầu đi học tại Trường Công lập Maharishi Vidya Mandir, Chhindwara. Vài năm sau, gia đình anh chuyển đến thành phố Agra, bang Uttar Pradesh và theo học Trường Công lập Raghendra Swarup tại đó.
Pearl V Puri được truyền cảm hứng trở thành một diễn viên khi bạn gái cũ của anh là fan cuồng Shahrukh Khan. Dù lúc ban đầu cha anh muốn anh tham gia vào việc kinh doanh của gia đình nhưng mẹ anh lại ủng hộ quyết định trở thành diễn viên của anh. Khi anh quyết định sẽ trở thành diễn viên, cha đã từ mặt anh.
Pearl V Puri bắt đầu sự nghiệp của mình với tư cách là một người mẫu và xuất hiện trong một số quảng cáo cho các thương hiệu khác nhau như Maruti Ritz, Fair One Cream, Pizza Hut. Sau một thời gian chật vật ban đầu và có được thành công trong sự nghiệp, cha anh đã tha thứ cho anh. Tuy nhiên, vào tháng 10 năm 2020, cha anh qua đời trong một cơn đau tim.

## Đời tư
Puri từng có một mối tình kéo dài 9 năm với một cô gái đến từ Arga. Tuy nhiên, hai người sau đó đã chia tay khi anh theo đuổi sự nghiệp diễn xuất. Năm 2015, Puri và nữ diễn viên Asmita Sood đã công khai hẹn hò nhưng cả hai chia tay vào năm 2016.

## Sự nghiệp

### Năm 2013 – 2017: Khó khăn ban đầu
Pearl V Puri bắt đầu sự nghiệp diễn xuất của mình với một vai phụ trong bộ phim Dil Ki Nazar Se Khoobsurat phát sóng trên Sony TV do Shashi Sumeet Productions sản xuất vào năm 2013. Năm 2014, anh tham gia chương trình truyền hình Rangrasiya của kênh Colors TV với vai khách mời là Samir, đóng chung cùng Ashish Sharma và Sanaya Irani.
Năm 2015, anh có vai chính đầu tiên trong bộ phim tình cảm ca nhạc Phir Bhi Na Maane...Badtameez Dil trên StarPlus trong vai Abeer Malhotra, một ngôi sao nhạc rock quyến rũ và thành công. Nhờ vai diễn này sau đó anh đã được công nhận và nhận được giải đề cử Gương mặt mới xuất sắc nhất (Nam) tại Indian Telly Awards.
Vào tháng 1 năm 2016, Pearl V Puri ký hợp đồng và nhận vai Satyendra Sharma trong bộ phim Meri Saasu Maa của đạo diễn Swastik Pictures trên kênh Zee TV. Vào tháng 5 năm 2016, anh tiếp tục tham gia bộ phim truyền hình giả tưởng Naagarjuna - Ek Yoddha của đạo diễn Yash A Patnaik trên kênh Life OK với vai Arjun Shastri. Cũng cùng năm đó, anh xuất hiện trong Iss Pyaar Ko Kya Naam Doon? 3, đóng vai Sushant.

### 2018 – nay: Phổ biến và đột phá
Vào năm 2018, anh đã được đánh giá cao với vai diễn Mahir Sehgal/Mihir Sippi đóng cặp cùng nữ diễn viên Surbhi Jyoti trong phần ba của bộ phim siêu nhiên Xà nữ báo thù (Tình người kiếp rắn) trên Colors TV. Cặp đôi đã nhận được rất nhiều sự chú ý và yêu thích. Anh cũng chiến thắng hạng mục Nam diễn viên chính xuất sắc nhất giải Gold Award và được đề cử là Nam diễn viên chính xuất sắc nhất và Trên màn ảnh xuất sắc nhất tại giải Indian Telly Awards.
Năm 2019, Puri ra mắt đĩa hát Peerh Meri, kết hợp cùng Anita Hassanandani. Anh ấy đã tham gia chương trình Khatra Khatra Khatra và mùa thứ năm của chương trình Kitchen Champion.  Anh cũng xuất hiện trong mùa thứ tư của loạt chương trình Box Cricket League.
Vào tháng 6 năm 2019, anh tiếp tục hợp tác với Ekta Kapoor trong bộ phim Bepanah Pyaar trên Colors TV, vào vai Raghbir Malhotra, đóng cùng với Aparna Dixit và Ishita Dutta.
Năm 2020, anh góp mặt trong video âm nhạc Teri Aankhon Mein và Teri Aankhon Mein Dance Cover. Vào tháng 9 năm 2020, anh bắt đầu quay mùa thứ hai của loạt chương trình siêu nhiên Brahmarakshas trên Zee TV. Đây là lần hợp tác thứ ba của anh với đạo diễn Ekta Kapoor. Bộ phim sau đó được công chiếu vào tháng 11 năm 2020, nhưng chỉ phát sóng trong vòng năm tháng, kết thúc vào tháng 4 năm 2021 do TRP thấp.

## Chương trình đã tham gia

### Phim truyền hình
| Năm       | Chương trình                         | Vai trò                  | Tham khảo |
| --------- | ------------------------------------ | ------------------------ | --------- |
| 2013      | Dil Ki Nazar Se Khoobsurat           | Ajay Tiwari              |           |
| 2014      | Rangrasiya                           | Samir                    |           |
| 2015      | Phir Bhi Na Maane...Badtameez Dil    | Abeer Malhotra           |           |
| 2016      | Meri Saasu Maa                       | Satyendra Sharma         |           |
| 2016–2017 | Naagarjuna – Ek Yoddha               | Arjun Shastri            |           |
| 2017      | Iss Pyaar Ko Kya Naam Doon? 3        | Sushant                  |           |
| 2018–2019 | Naagin 3                             | Mahir Sehgal/Mihir Sippi |           |
| 2019      | Kitchen Champion 5                   | Thí sinh                 |           |
| 2019      | Khatra Khatra Khatra                 | Thí sinh                 |           |
| 2019      | Box Cricket League 4                 | Thí sinh                 |           |
| 2019–2020 | Bepanah Pyaar                        | Raghbir Malhotra         |           |
| 2020–2021 | Brahmarakshas 2 - Jaag Utha Shaitaan | Angad Mehra              |           |

#### Khách mời
| Năm  | Chương trình                     | Vai trò                   | Tham khảo |
| ---- | -------------------------------- | ------------------------- | --------- |
| 2015 | Nach Baliye 7                    | khách mời (vai Abeer)     |           |
| 2015 | Yeh Hai Mohabbatein              | khách mời (vai Abeer)     |           |
| 2015 | Saath Nibhaana Saathiya          | khách mời (vai Abeer)     |           |
| 2015 | Diya Aur Baati Hum               | khách mời (vai Abeer)     |           |
| 2015 | Yeh Rishta Kya Kehlata Hai       | khách mời (vai Abeer)     |           |
| 2015 | Dosti... Yaariyan... Manmarziyan | khách mời (vai Abeer)     |           |
| 2016 | Kumkum Bhagya                    | khách mời (vai Satyendra) |           |
| 2016 | Jamai Raja                       | khách mời (vai Satyendra) |           |
| 2016 | Sarojini - Ek Nayi Pehal         | khách mời (vai Satyendra) |           |
| 2017 | Kalash - Ek Vishwaas             | khách mời (vai Arjun)     |           |
| 2018 | Bigg Boss 12                     | khách mời (vai Mahir)     | [ 2 ]     |
| 2019 | Rising Star 3                    | khách mời                 |           |
| 2019 | Dance Deewane 2                  | khách mời                 | [ 3 ]     |
| 2019 | MTV Ace of Space 2               | khách mời                 | [ 4 ]     |
| 2020 | Choti Sarrdaarni                 | khách mời (vai Raghbir)   |           |
| 2020 | Bahu Begum                       | khách mời (vai Raghbir)   |           |
| 2020 | Bigg Boss 13                     | khách mời (vai Raghbir)   | [ 5 ]     |

### Video âm nhạc
| Năm  | Bài hát                       | Nhãn     | Tham khảo |
| ---- | ----------------------------- | -------- | --------- |
| 2020 | Teri Aankhon Mein             | T Series |           |
| 2020 | Teri Aankhon Mein Dance Cover | T Series |           |

### Album
| Năm  | Bài hát    | Nhãn     | Tham khảo |
| ---- | ---------- | -------- | --------- |
| 2019 | Peerh Meri | T Series |           |

## Giải thưởng
| Năm  | Giải thưởng         | Hạng mục                                                | Chương trình                      | Kết quả   | Tham khảo |
| ---- | ------------------- | ------------------------------------------------------- | --------------------------------- | --------- | --------- |
| 2016 | Indian Telly Awards | Gương mặt mới xuất sắc nhất (Nam)                       | Phir Bhi Na Maane...Badtameez Dil | Đề cử     |           |
| 2019 | Indian Telly Awards | Nam diễn viên chính xuất sắc nhất                       | Naagin 3                          | Đề cử     |           |
| 2019 | Indian Telly Awards | Cặp đôi xuất sắc nhất được yêu thích (với Surbhi Jyoti) | Naagin 3                          | Đề cử     |           |
| 2019 | Gold Awards         | Nam diễn viên chính xuất sắc nhất                       | Naagin 3                          | Đoạt giải |           |